# Ubajara
Ubajara est une municipalité brésilienne de l’État du Ceará. En 2010, elle compte 31 792 habitants.

## Source
- (pt) Cet article est partiellement ou en totalité issu de l’article de Wikipédia en portugais intitulé « Ubajara » (voir la liste des auteurs).